# Ферреро, Марио
| Открытые астероиды: 2 Все открытия сделаны совместно с Максом Вольфом | Открытые астероиды: 2 Все открытия сделаны совместно с Максом Вольфом |
| --------------------------------------------------------------------- | --------------------------------------------------------------------- |
| 2461 Clavel                                                           | 5 марта 1981                                                          |
| 2765 Dinant                                                           | 4 марта 1981                                                          |

Марио Ферреро (итал. Mario Ferrero, 1904 — 1965) — итальянский астроном, который работал в обсерватории Хайдельберг. В течение 1930 года совместно с немецким астрономом Максом Вольфом им было обнаружено 2 астероида. В последующие годы он преподавал физику в университете Турина.
В знак признания заслуг Марио Ферреро одному из астероидов было присвоено его имя (7684) Мариоферреро.